# Historia Tour
El Historia Tour es una gira del cantante estadounidense Marc Anthony en la cual el artista recorre América y Europa en 42 fechas entre febrero y noviembre de 2024, iniciando el 9 de febrero en Washington D.C y finalizando el 4 de diciembre en San José.

## Antecedentes y desarrollo
Para 2024, Anthony anunció nuevas fechas en Estados Unidos bajo el nombre de Historia Tour. El 15 de diciembre el cantante anuncia seis fechas en España, incluidos algunos festivales del país.

## Fechas
| Fecha (2024)      | Ciudad                     | País                 | Recinto                                   |
| América del Norte | América del Norte          | América del Norte    | América del Norte                         |
| ----------------- | -------------------------- | -------------------- | ----------------------------------------- |
| 9 de febrero      | Washington D.C             | Estados Unidos       | Capital One Arena                         |
| 10 de febrero     | Newark                     | Estados Unidos       | Prudential Center                         |
| 14 de febrero     | Palm Springs               | Estados Unidos       | Acrisure Arena                            |
| 15 de febrero     | Ontario                    | Estados Unidos       | Toyota Arena                              |
| 18 de febrero     | San José                   | Estados Unidos       | SAP Center                                |
| 21 de febrero     | Portland                   | Estados Unidos       | Moda Center                               |
| 23 de febrero     | Seattle                    | Estados Unidos       | Climate Pledge Arena                      |
| 25 de febrero     | Las Vegas                  | Estados Unidos       | Michelob Ultra Arena                      |
| 27 de febrero     | Highland                   | Estados Unidos       | Yaamava’ Theater                          |
| 1 de marzo        | El Paso                    | Estados Unidos       | Don Haskins Center                        |
| 2 de marzo        | San Antonio                | Estados Unidos       | Frost Bank Center                         |
| 7 de marzo        | Fort Myers                 | Estados Unidos       | Hertz Arena                               |
| 9 de marzo        | Orlando                    | Estados Unidos       | Amway Center                              |
| Europa            |                            |                      |                                           |
| 31 de mayo        | Marbella                   | España               | La Finca de la Claridad                   |
| 2 de junio        | Pamplona                   | España               | Navarra Arena                             |
| 6 de junio        | Las Palmas de Gran Canaria | España               | Campos anexos del Estadio de Gran Canaria |
| 8 de junio        | Tenerife                   | España               | Recinto Portuario                         |
| 11 de junio       | Valencia                   | España               | Ciudad de las Artes y las Ciencias        |
| 13 de junio       | Barcelona                  | España               | Palau Sant Jordi                          |
| 16 de junio       | Sevilla                    | España               | Plaza de España                           |
| 18 de junio       | Madrid                     | España               | WiZink Center                             |
| 23 de junio       | Milán                      | Italia               | Fiera Milano                              |
| 26 de junio       | Lisboa                     | Portugal             | MEO Arena                                 |
| 28 de junio       | Núremberg                  | Alemania             |                                           |
| 30 de junio       | Hamburgo                   | Alemania             | Barclays Arena                            |
| América Latina    |                            |                      |                                           |
| 1 de agosto       | Bogotá                     | Colombia             | Coliseo MedPlus                           |
| 3 de agosto       | Medellín                   | Colombia             | Estadio Atanasio Girardot                 |
| 17 de agosto      | Palmira                    | Colombia             | Estadio Francisco Rivera Escobar          |
| 24 de agosto      | Santo Domingo              | República Dominicana | Estadio Quisqueya                         |
| 23 de septiembre  | Santiago                   | Chile                | Movistar Arena                            |
| 24 de septiembre  | Santiago                   | Chile                | Movistar Arena                            |
| 28 de septiembre  | Montevideo                 | Uruguay              | Antel Arena                               |
| América del Norte |                            |                      |                                           |
| 24 de octubre     | Inglewood                  | Estados Unidos       | Kia Forum                                 |
| 25 de octubre     | San Diego                  | Estados Unidos       | Pechanga Arena                            |
| 27 de octubre     | Phoenix                    | Estados Unidos       | Footprint Center                          |
| 31 de octubre     | Fort Worth                 | Estados Unidos       | Dickies Arena                             |
| 2 de noviembre    | Austin                     | Estados Unidos       | Moody Center                              |
| 3 de noviembre    | Houston                    | Estados Unidos       | Toyota Center                             |
| 7 de noviembre    | Brooklyn                   | Estados Unidos       | Barclays Center                           |
| 9 de noviembre    | Charlotte                  | Estados Unidos       | Spectrum Center                           |
| 16 de noviembre   | Miami                      | Estados Unidos       | Kaseya Center                             |
| 17 de noviembre   | Miami                      | Estados Unidos       | Kaseya Center                             |
| 22 de noviembre   | Rosemont                   | Estados Unidos       | Allstate Arena                            |
| 24 de noviembre   | Atlanta                    | Estados Unidos       | State Farm Arena                          |
| América Latina    |                            |                      |                                           |
| 4 de diciembre    | San José                   | Costa Rica           | Estadio Nacional                          |